# اسویدال (کالیفرنیا)
اسویدال (به انگلیسی: Sveadal) یک منطقهٔ مسکونی در ایالات متحده آمریکا است که در شهرستان سانتا کلارا، کالیفرنیا واقع شده است. اسویدال ۳۱۴ متر بالاتر از سطح دریا قرار دارد.